# Brady Corbet
Brady James Monson Corbet, ameriški filmski in televizijski igralec, scenarist ter režiser, * 17. avgust 1988, Scottsdale, Arizona, Združene države Amerike.
Njegova najbolj znana vloga je vloga Masona Freelanda v filmu iz leta 2003 z naslovom Trinajstletnici.

## Kariera

### 2000–2005
Brady Corbet je s svojo igralsko kariero začel v starosti dvanajst let in sicer s pojavom v CBSjevi televizijski seriji The King of Queens aprila 2000, zatem pa je glas posodil liku japonske animirane televizijske serije z naslovom NieA under 7. Naslednjih nekaj let je imel pomembno vlogo v animirani seriji I My Me! Strawberry Eggs (leto 2001), pojavil pa se je tudi v WBjevi televizijski seriji Greetings from Tucson in sicer maja 2002. Maja 2003 je imel tudi stransko vlogo v televizijski seriji Oliver Beene.
Leta 2003 je dobil svojo prvo filmsko vlogo in sicer vlogo Masona Freelanda v filmu Trinajstletnici. V tem filmu je igral poleg Holly Hunter, Evan Rachel Wood, Nikki Reed, Vanesse Hudgens in Jeremyja Sista, režirala pa ga je režiserka Catherine Hardwicke, ki je bila hkrati tudi soscenartistka, del scenarija pa je napisala tudi Corbetova soigralka, Nikki Reed. Vlogo v filmu je dobil po naključju in sicer zato, ker je bila hiša, v kateri so snemali film, zelo blizu njegovega doma.
Temu je leta 2004 sledila akcija z naslovom Thunderbirdi, ki jo je režiral Jonathan Frakes in je temeljila na istoimenski britanski televizijski seriji iz šesdesetih. Brady Corbet je v njem igral Alana Tracyja, najmlajšega sina bilijonarja in bivšega astronavta, ki ga je upodobil igralec Bill Paxton.
Leta 2004 je poleg Josepha Gordona Levitta igral tudi v filmu Gregga Arakija z naslovom Skrivnostna koža. V filmu, ki je temeljil na istoimenskem romanu Scotta Heima iz leta 1996, je Corbet upodobil Briana Lackeyja, težavnega najstnika, ki verjame, da so ga ugrabili vesoljci. Film je premiero doživel še istega leta, kot so ga snemali in sicer na filmskem festivalu Venice Film Festival, na DVDjih pa je izšel leta 2005 v omejeni izdaji.
Leta 2005 se pojavi tudi v videospotu za pesem »At The Bottom Of Everything« glasbene skupine Bright Eyes.

### 2006 - danes
Leta 2006 se Brady Corbet vrne na male televizijske ekrane in sicer v televizijski seriji, ki je bila nagrajena z Emmyjem in Zlatim globusom, 24. V njej igra sina dekleta Jacka Bauerja (ki jo je igrala Connie Britton) in sicer v peti sezoni serije.
Oktobra 2006 se je pojavil v videospotu pevca po imenu Ima Robot, za pesem z naslovom »Lovers in Captivity«, ki ga je producirala založba Virgin in je bil prvič predstavljen v članku revije Out Magazine.
Posnel je tudi film režiserja Matthewa Buzzlla z naslovom Sunny & Share Love You. Njegov zadnji film je napisal in režiral Michael Haneke, ki ga je priredil po avstraljskemu trilerju Funny Games. Corbet in Michael Pitt sta igrala dva mlada moža, ki svoji družini kot talce obdržita v svoji kabini. Film je v Združenih državah Amerike izšel 14. marca 2008.
Leta 2008 je režiral in napisal scenarij za film Protect You + Me, v katerem so kasneje igrali igralci, kot so Patricia Conolly, Erin Levendorf, Daniel London, Carlos Puga in Mariko Takai.
Leta 2009 je igral v paranoičnem trilerju z naslovom Heart, v katerem je imel vlogo mladega morilca.

## Filmografija

### Filmi
| Leto | Naslov                 | Vloga          | Opombe          |
| ---- | ---------------------- | -------------- | --------------- |
| 2003 | Trinajstletnici        | Mason Freeland |                 |
| 2004 | Thunderbirdi           | Alan Tracy     |                 |
| 2005 | Skrivnostna koža       | Brian Lackey   |                 |
| 2007 | Sunny & Share Love You | Fant na cesti  |                 |
| 2007 | Full-Dress             | Moški          |                 |
| 2007 | Funny Games            | Peter          |                 |
| 2009 | La dérive              |                |                 |
| 2009 | Heart                  | Morilec        |                 |
| 2010 | Two Gates of Sleep     | Jack           | post-produkcija |

### Televizijsko delo
| Leto | Naslov                                 | Vloga               | Opombe                    |
| ---- | -------------------------------------- | ------------------- | ------------------------- |
| 2010 | Zakon in red: enota za posebne primere | Henry Christensen   | 1 epizoda                 |
| 2008 | T Takes: Brady Corbet                  | On                  |                           |
| 2008 | T Takes: Room 225                      | On                  |                           |
| 2008 | Zakon in red                           | Patrick Friendly    | 1 epizoda                 |
| 2006 | 24                                     | Derek Huxley        | 6 epizod                  |
| 2004 | The Saturday Show                      | On                  | 1 epizoda: 17. julij 2004 |
| 2003 | Oliver Beene                           | Spencer             | 1 epizoda                 |
| 2003 | Cartaz Cultural                        | On                  |                           |
| 2002 | Greetings from Tucson                  | Brian               | 1 epizoda                 |
| 2001 | I My Me! Strawberry Eggs               | Yoshihiko Nishinada |                           |
| 2000 | NieA under 7                           | Vesoljski fant #1   |                           |
| 2000 | The King of Queens                     | Stu                 | 1 epizoda                 |

### Scenarist
| Leto | Naslov           | Opombe |
| ---- | ---------------- | ------ |
| 2008 | Protect You + Me |        |

### Režiser
| Leto | Naslov           | Opombe |
| ---- | ---------------- | ------ |
| 2008 | Protect You + Me |        |